# Kamek
Kamek (ook wel Magikoopa genoemd) is een slechterik rond de Mario- en Yoshispellen.
De stem van Kamek werd voor de videospellen ingesproken door Atsushi Masaki. Voor de film The Super Mario Bros. Movie uit 2023, werd Kameks stem ingesproken door Kevin Michael Richardson. De Nederlandse stem werd ingesproken door Reinder van der Naalt en de Vlaamse stem door Peter Van Gucht.

## Beschrijving
Kamek is een heks die Bowser vaak helpt en beschermt. Hij vliegt vaak rond op een bezem. Kamek is ook een Koopa Troopa. Hij is een van de hoofdslechteriken in de Yoshispellen. Hij komt onder meer voor in Super Mario World 2: Yoshi's Island, Mario Party DS, Super Mario Galaxy, New Super Mario Bros. Wii en Super Mario Galaxy 2. In New Super Mario Bros Wii maakt hij in de kastelen de Koopalings nog krachtiger door zijn toverspreuken. Hij is een speelbaar karakter in Mario Superstar Baseball, Mario Party 9, Mario Super Sluggers en sinds Wave 5 in de DLC van Mario Kart 8 Deluxe.